# Victor Futter
Victor Futter (* 22. Januar 1919 in Brooklyn, N.Y.; † 21. September 2005 in Manhasset) war ein US-amerikanischer Jurist und Professor. Victor Futter war der Herausgeber von „Nonprofit Governance“ und daher ein bekannter New Yorker Anwalt.

## Leben
Victor Futter studierte an der New Yorker Columbia University und wurde 1942 promoviert. Im Zweiten Weltkrieg war er in Europa und als Militärgouverneur in Japan eingesetzt.
1946 startete er seine Anwaltskarriere bei der New Yorker Kanzlei „Sullivan & Cromwell“. 1952 wechselte er als Syndikusanwalt zur Allied Corporation, heute: Honeywell International. Dort blieb er bis zu seiner Pensionierung 1984 als Vizepräsident. Anschließend war er noch beratender Partner in der New Yorker Sozietät „Sills Cummis“.
Futter war außerdem Professor an der „Hofstra University Law School“. Vorher lehrte er an der Columbia University Law School und an der Fairleigh Dickinson University.
Victor Futter war der Herausgeber von „Nonprofit Governance“. Er wurde ausgezeichnet mit dem „Vanguard Award“ von der American Bar Association's Section of Business für sein Lebenswerk. 1999 folgte die Auszeichnung „President’s Cup“ der Columbia University für seine Verdienste um die Alma Mater.
Victor Futter hinterließ seine Frau Joan Feinberg, die er 1943 heiratete, sowie drei Kinder und sieben Enkelkinder.

## Schriften
- Victor Futter, Stuart S. Nagel: „Nonprofit Governance and Management“, American Bar Association 2002, ISBN 1-59031-041-1
- Victor Futter: „Nonprofit Resources: A Companion to Nonprofit Governance“, American Bar Association 2002, ISBN 1-59031-042-X
- Victor Futter: „Understanding Nonprofit Organizations: Law, Policy, and Management“, American Bar Association 2005, ISBN 0-89089-044-7

| Personendaten    | Personendaten                          |
| ---------------- | -------------------------------------- |
| NAME             | Futter, Victor                         |
| KURZBESCHREIBUNG | US-amerikanischer Jurist und Professor |
| GEBURTSDATUM     | 22. Januar 1919                        |
| GEBURTSORT       | Brooklyn, N.Y.                         |
| STERBEDATUM      | 21. September 2005                     |
| STERBEORT        | Manhasset                              |